# ویلهلم هنیس
ویلهلم هنیس (به آلمانی: Wilhelm Hennis) (زادهٔ ۱۸ فوریهٔ ۱۹۲۳ در هیلدس‌هایم — درگذشتهٔ ۱۰ نوامبر ۲۰۱۲ در فرایبورگ) متخصص علم سیاست آلمانی بود. وی در سال ۱۹۶۷ به استادی دانشگاه فرایبورگ رسید و تا زمان مرگ در این سمت بود.

## آثار
- سیاست و فلسفهٔ عملی
- مسئلهٔ ماکس وبر: مطالعاتی در بیوگرافی آثارش
- سیاست به عنوان علمی عملی: رساله‌هایی در نظریهٔ سیاسی و مطالعات حکومت
- سوی حزب-دولت: رساله‌هایی از چهار دهه